# Catherine d'Alençon
Pour sa petite-nièce, épouse de Guy XV de Laval, voir Catherine d'Alençon (1452-1505).
Catherine d'Alençon, duchesse de Bavière-Ingolstadt, née avant 1396 et morte le 22 juin 1462 à Paris, est la plus jeune fille de Pierre II d'Alençon. Elle épouse Pierre de Navarre puis Louis VII de Bavière.

## Biographie
Catherine est fille de Pierre II d'Alençon, comte d'Alençon, de Chartres et du Perche, époux de Marie Chamaillard, vicomtesse héritière de Beaumont-le-Vicomte, dame de Saosnois. Elle est la sœur aînée de Jean Ier d'Alençon.
Elle se marie en 1411 à Pierre de Navarre. 
Après la mort de ce dernier, elle est la seconde épouse de Louis VII de Bavière, veuf d'Anne de Bourbon. 
Catherine devient ensuite la dame d'honneur de la sœur de Louis, Isabeau de Bavière.